# لغزش مرزدانه‌ای
لغزش مرزدانه‌ای (به انگلیسی: Grain Boundary Sliding) یکی از مکانیزم‌های تغییرشکل مواد در اثر حرکت دانه‌ها نسبت به یکدیگر در دمای همولوگ بالا و سرعت کرنش پایین است. این سازوکار دلیل اصلی واماندگی سرامیک‌ها به علت تشکیل فاز شیشه‌ای در مرز دانه‌ی آنها در دماهای بالا است. این مکانیزم نقش عمده‌ای در خزش و فوق موم‌سانی ریزساختار دارد.
شبکهٔ مرزدانه‌ای در فرآیندهایی از قبیل مهاجرت مرز دانه، مهاجرت فصل مشترک سه‌تایی، چرخش دانه‌ها و فعالیت نابجایی در خود مرزدانه یا به کمک نابجایی‌های شبکه به لغزش مرزدانه نیاز دارد. مکانیزم اصلی لغزش مرز دانه‌ای حرکت نابجایی‌ها در اثر لغزش و صعود آنهاست.

## مقدمه
لغزش مرزدانه‌ای (GBS) یک مکانیزم تغییر شکل مواد است که در آن دانه‌ها روی هم می‌لغزند. این در مواد پلی‌کریستال، تحت تنش خارجی در دمای همولوگ بالا (بالاتر از ۰٫۴~) و نرخ کرنش کم رخ می‌دهد و با خزش در هم تنیده‌است. دمای همولوگ، دمای عملیاتی را نسبت به دمای ذوب ماده توصیف می‌کند. عمدتاً دو نوع لغزش مرزدانه وجود دارد: لغزش Rachinger و لغزش Lifshitz. لغزش مرزدانه معمولاً به صورت ترکیبی از هر دو نوع لغزش رخ می‌دهد. شکل مرزی اغلب نرخ و میزان لغزش مرزدانه را تعیین می‌کند.
لغزش مرزدانه‌ها حرکتی برای جلوگیری از ایجاد ترک‌های بین دانه‌ای است. در دماهای بالا، فرآیندهای زیادی در حال انجام است و لغزش مرزدانه‌ها تنها یکی از فرآیندهای در حال وقوع است؛ بنابراین تعجب‌آور نیست که مکانیزم‌های خزش Nabarro-Herring و Coble به لغزش مرزدانه‌ها وابسته باشند. در طول خزش در دمای بالا، اغلب، مرزدانه‌های مواج مشاهده می‌شوند. می‌توان این نوع مرزها را با یک منحنی سینوسی، با دامنه h و طول موج λ شبیه‌سازی کنیم. نرخ خزش حالت پایدار با افزایش نسبت λ/h افزایش می‌یابد. در λ بالا و دمای همولوگ بالا، لغزش مرزدانه توسط انتشار شبکه (مکانیزم خزش Nabarro-Herring)کنترل می‌شود. از سوی دیگر، توسط انتشار مرزدانه (مکانیزم خزش Coble)کنترل خواهد شد. علاوه بر این، زمانی که نسبت λ/h بالا باشد، ممکن است جریان انتشار را مختل کند، بنابراین ممکن است حفره‌های انتشاری تشکیل شود که منجر به شکستگی در خزش می‌شود.
برآوردهای بسیاری برای سهم لغزش مرزدانه در کرنش کل تجربه شده توسط گروه‌های مختلف مواد مانند فلزات، سرامیک‌ها و مواد زمین‌شناسی وجود دارد. لغزش مرزدانه مقدار قابل توجهی کرنش به خصوص برای مواد دانه‌ریز و دماهای بالا ایجاد می‌کند. نشان داده شده‌است که لغزش مرز دانه Lifshitz حدود ۵۰–۶۰ درصد کرنش را در خزش انتشاری Nabarro–Herring ایجاد می‌کند. این مکانیسم علت اصلی شکست سرامیک در دماهای بالا به دلیل تشکیل فازهای شیشه‌ای در مرزدانه آن‌ها است.

یک شماتیک ساده از لغزش مرزدانه در یک نمونه پلی کریستالی (اقتباس از). هنگامی که یک بارگذاری کششی به مواد وارد می‌شود، دانه‌ها در امتداد آن جهت کشیده می‌شوند. این منجر به ایجاد حفره‌ها و فضاهای خالی و از بین رفتن انسجام می‌شود. برای جلوگیری از تشکیل فضای خالی، دانه‌ها نسبت به یکدیگر می‌لغزند تا این شکاف‌های نامطلوب را پر کنند.

## لغزش Rachinger
لغزش Rachinger کاملاً الاستیک است. بیشتر دانه‌ها شکل اولیه خود را حفظ می‌کنند. با لغزش دانه‌ها، تا زمانی که تنش با تنش اعمال شده خارجی متعادل شود، تنش داخلی ایجاد می‌شود. به عنوان مثال، هنگامی که یک تنش کششی تک‌محوری بر روی نمونه اعمال می‌شود، دانه‌ها برای تطبیق با کشیدگی، حرکت می‌کنند و تعداد دانه‌ها در جهت تنش اعمالی افزایش می‌یابد.

## لغزش Lifshitz
لغزش Lifshitz فقط با خزش Nabarro–Herring و Coble رخ می‌دهد. حرکت لغزشی با انتشار جاهای خالی ناشی از تنش‌های القایی سازگار است و شکل دانه در طول فرایند تغییر می‌کند. به عنوان مثال، هنگامی که تنش کششی تک‌محوری اعمال می‌شود، انتشار در دانه‌ها رخ می‌دهد و دانه در همان جهتی که تنش اعمال شده کشیده می‌شود. تعداد دانه‌ها در جهت تنش اعمالی افزایش نخواهد یافت.

## مکانیزم‌های هم‌سازی
هنگامی که دانه‌های پلی‌کریستال نسبت به یکدیگر می‌لغزند، باید مکانیزم‌های همزمانی وجود داشته باشد که اجازه دهد این لغزش بدون هم‌پوشانی دانه‌ها (که از نظر فیزیکی غیرممکن است) رخ دهد. مکانیزم‌های هم‌سازی مختلفی برای توضیح این موضوع پیشنهاد شده‌است.
- حرکت نابه‌جایی‌ها: نابه‌جایی‌ها می‌توانند با فرآیندهایی مانند صعود (climb) و سر خوردن (glide) در مواد حرکت کنند تا سازگاری داشته باشند.
- اعوجاج الاستیکی: هنگامی که فاصله لغزش کم باشد، دانه‌ها می‌توانند به صورت الاستیک (و گاهی قابل بازیابی) تغییر شکل دهند تا سازگاری داشته باشند.[۱۸]
- هم‌سازی انتشاری: با استفاده از مکانیزم‌های انتشار خزش، مواد می‌توانند در امتداد مرزهای دانه یا از طریق دانه‌ها پخش شوند تا سازگاری را فراهم کنند.[۱۸]

لغزش مرزدانه هم‌ساز با جریان انتشاری:
لغزش مرزدانه هم‌ساز با جریان انتشاری، با تعویض دانه با وجود حفظ شکل دانه صورت می‌گیرد. این نوع مکانیزم با خزش Nabarro-Herring و Coble یکسان است اما دانه را در شرایط فوق پلاستیک توصیف می‌کند. این مفهوم در ابتدا توسط Ashby و Verral ارائه شد. در حین تعویض(switching) دانه، می‌توان فرایند را با سه مرحله توصیف کرد: a) حالت اولیه b) مرحله میانی c) حالت نهایی. در طول مرحله میانی، ابتدا باید تنش اعمالی بیش از تنش «آستانه» باشد، به طوری که افزایشی در سطح مرزدانه رخ دهد. این اتفاق توسط جریان انتشاری‌ای که پس از رسیدن به تنش آستانه رخ می‌دهد، ایجاد می‌شود. با این فرض که تنش اعمال شده بسیار بیشتر از تنش آستانه باشد، نرخ کرنش از خزش انتشاری معمولی بیشتر خواهد بود. دلیل این امر این است که برای انتشار تعویض دانه، فاصله، حدود ۱/۷ فاصله خزش انتشاری است و در مقایسه با خزش انتشاری، دو مسیر دیگر برای سوئیچ کردن دانه وجود دارد؛ بنابراین، این موضوع منجر به نرخ کرنش تقریباً بالاتری نسبت به خزش انتشاری خواهد شد.
در دما، نرخ کرنش و شرایط تنش فوق پلاستیک، نابه‌جایی‌ها به شکل واضح مشاهده می‌شوند؛ زیرا به سرعت در مرزدانه‌ها ساطع و جذب می‌شوند. در عین حال، مطالعات دقیقی نیز برای تأیید اینکه نابه‌جایی‌ها در طول تغییر شکل فوق پلاستیک منتشر می‌شوند، انجام شده‌است. در حین جریان نابه‌جایی، باید اطمینان حاصل شود که شکل دانه تغییر نمی‌کند. بر اساس مدل‌های فوق پلاستیسیته، گذار از خزش نابه‌جایی به فوق پلاستیسیته زمانی رخ می‌دهد که اندازه دانه‌های فرعی کمتر از اندازه دانه باشد. اندازه دانه فرعی: اغلب به صورت 'd نشان داده می‌شود را می‌توان در معادله زیر شرح داد:
d'/b =10G/𝜏، جایی که اندازه فرعی دانه رابطه معکوس با تنش برشی دارد.

## نرخ تغییر شکل از لغزش مرزدانه
به‌طور کلی، حداقل نرخ خزش برای انتشار را می‌توان به صورت زیر بیان کرد:
{\displaystyle {\dot {\epsilon }}_{s}={\frac {ADGb}{kT}}\left({\frac {b}{d}}\right)^{p}\left({\frac {\sigma }{G}}\right)^{n}}
که در آن اصطلاحات به شرح زیر تعریف می‌شوند:
- {\displaystyle {\dot {\epsilon }}_{s}} = نرخ خزش مینیمم
- {\displaystyle A} = مقدار ثابت
- {\displaystyle D} = ضریب نفوذ
- {\displaystyle b} = بردار Burgers
- {\displaystyle k} = ثابت Boltzmann
- {\displaystyle T} = دما
- {\displaystyle d} = میانگین سایز دانه
- {\displaystyle \sigma } = تنش
- {\displaystyle G} = مدول برشی
- {\displaystyle p,n} = ثابت‌های وابسته به مکانیزم خزش

در موردی که این حداقل سرعت خزش با لغزش مرزدانه کنترل شود، ثابت‌های توانی مقدارهای {\displaystyle p=1} ، {\displaystyle n=2} خواهند داشت و ضریب انتشار {\displaystyle D} مقدار {\displaystyle D_{L}}(ضریب انتشار شبکه) خواهد داشت.بنابراین، حداقل نرخ خزش تبدیل به مقدار زیر می‌شود:
{\displaystyle {\dot {\epsilon }}_{s}={\frac {AD_{L}Gb}{kT}}\left({\frac {b}{d}}\right)\left({\frac {\sigma }{G}}\right)^{2}}

## تخمین سهم GBS در کرنش کلی

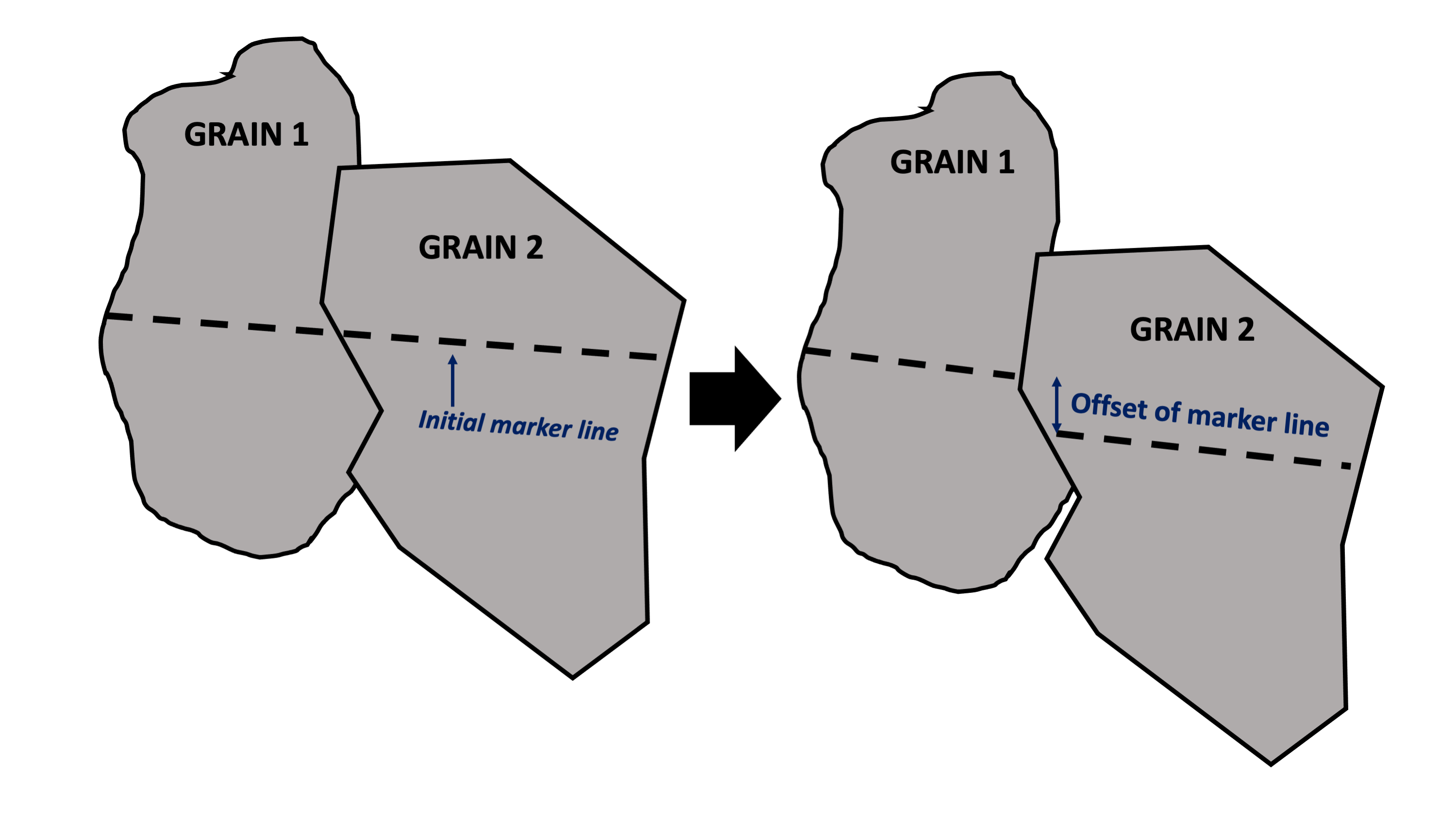
یک شماتیک ساده که نشان می‌دهد که چگونه محققان لغزش مرزدانه را بین دو دانه مجاور مشاهده می‌کنند. در ابتدا، یک ماده پلی‌کریستالی با یک خط نشانگر خراشیده می‌شود (در اینجا به عنوان یک خط‌چین ضخیم نشان داده شده‌است). اگر این دو دانه نسبت به یکدیگر بلغزند، در این خط نشانگر در مرزدانه‌ها یک انحراف وجود خواهد داشت. این را می‌توان با استفاده از تکنیک‌های مختلف میکروسکوپی مشاهده کرد.

کرنش کل در شرایط خزش را می‌توان با εt نشان داد، که در آن:
εt = εg + εgbs + εdc
εg = کرنش مرتبط با فرآیندهای دررفتگی داخل دانه‌ای
εgbs = کرنش ناشی از Rachinger GBS مرتبط با لغزش درون‌دانه‌ای
εdc = کرنش ناشی از Lifshitz GBS مرتبط با خزش انتشار
در طول تست، آزمایش‌ها معمولاً در شرایطی انجام می‌شوند که خزش ناچیز است، بنابراین معادله ۱ به مقدار زیر تبدیل می‌شود:
εt = εg + εgbs
بنابراین سهم GBS در کل کرنش را می‌توان به صورت زیر نشان داد:
Ⲝ = εgbs / εt
ابتدا باید سه بردار جابه‌جایی عمود مشخص شود: u ,v و w. و همچنین بردار لغزشی مرزدانه تعیین می‌شود: s. می‌توان تصور کرد بردار جابه‌جایی w از صفحه خارج می‌شود. در حالی که بردارهای v و u در صفحه هستند. بردار جابه‌جایی u نیز جهت تنش کششی است. سهم لغزشی ممکن است با اندازه‌گیری‌های منحصر به فرد εgbs از طریق این بردارهای جابه‌جایی تخمین زده شود. می‌توانیم زاویه را در صفحه جابه‌جایی uv به صورت Ѱ و زاویه بین صفحات uw را Θ تعریف کنیم. سپس می‌توان u را با مماس این زوایا از طریق معادله مرتبط کرد:
u = vtan(Ѱ) + wtan(Θ)
یک راه رایج و ساده‌تر در عمل استفاده از تداخل‌سنجی برای اندازه‌گیری حاشیه‌ها در امتداد محور جابه‌جایی v است. سپس کرنش لغزشی به وسیله رابطه زیر به دست می‌آید:
εgbs = (k'')(nr)(vr)جایی که k'' ثابت است، nr تعداد اندازه‌گیری‌ها و vr میانگین n اندازه‌گیری است؛ بنابراین می‌توانیم درصد کرنش GBS را محاسبه کنیم.

## شواهد تجربی
پراکندگی مرزدانه به صورت تجربی با استفاده از تکنیک‌های مختلف میکروسکوپی مشاهده شده‌است. اولین بار در سال ۱۹۶۲ توسط Adams و Murray در کریستال‌های دوتایی NaCl و MgO مشاهده شد. آن‌ها با خراش دادن سطح نمونه‌های خود با یک خط نشانگر، توانستند انحراف خط در اثر لغزش دانه‌های مجاور نسبت به یکدیگر را در مرزدانه مشاهده کنند. متعاقباً این در سیستم‌های دیگر نیز مشاهده شد. از جمله در آلیاژهای Zn-Al با استفاده از میکروسکوپ الکترونی، و اکتاکلوروپروپان با استفاده از تکنیک‌های درون‌جا.

## نانو مواد
مواد نانوکریستالی یا نانومواد دارای دانه‌های ریز هستند که به جلوگیری از خزش شبکه کمک می‌کنند. این برای عملیات دماهای نسبتاً پایین مفید است زیرا مانع حرکت نابه‌جایی یا انتشار به دلیل کسر حجمی بالای مرزهای دانه می‌شود. با این حال، دانه‌های ریز در دمای بالا به دلیل افزایش احتمال لغزش مرزدانه نامطلوب هستند.

## جلوگیری
شکل دانه نقش زیادی در تعیین نرخ لغزش و میزان آن دارد؛ بنابراین، با کنترل اندازه و شکل دانه، می‌توان میزان لغزش مرزدانه را محدود کرد. به‌طور کلی، مواد با دانه‌های درشت‌تر ترجیح داده می‌شوند؛ زیرا این مواد دارای مرزدانه‌های کمتری خواهند بود. در حالت ایده‌آل، تک‌کریستال‌ها این مکانیزم را کاملاً مختل می‌کنند، زیرا نمونه هیچ مرزدانه‌ای نخواهد داشت. روش دیگر تقویت مرزهای دانه افزودن رسوبات است. رسوبات کوچکی که در مرزدانه‌ها قرار دارند می‌توانند مرزهای دانه را پین کرده و از لغزش دانه‌ها روی یک‌دیگر جلوگیری کنند. با این حال، همه رسوبات در مرزها مطلوب نیستند. رسوبات بزرگ ممکن است اثر معکوس بر پین کردن مرزدانه داشته باشند، زیرا باعث می‌شود که شکاف‌ها یا فضای خالی بیشتری بین دانه‌ها برای قرار دادن رسوبات وجود داشته باشد که این امر باعث کاهش اثر پین کردن می‌شود.

## مدل‌سازی اثرات GBS در فولاد با استحکام بالا
استفاده از فولاد با استحکام بالا در دنیای امروزه مهندسی، در همه جا، امری فراگیر است. برای ارائه یک پایه مهندسی محکم برای ساخت و ساز در دنیای واقعی، مدل‌سازی فولاد با مقاومت بالا بسیار مهم است. با وارد کردن پارامترهایی مانند مدول الاستیک، استحکام تسلیم، نسبت پوآسون و گرمای ویژه فولاد با مقاومت بالا از دو دما، می‌توان انرژی GBS مربوطه را به عنوان تابعی از دما و در نتیجه قدرت تسلیم آن را تابعی از دما استخراج کرد.

## مطالعه تجربی: تکنیک شکل‌دهی فوق پلاستیک‌ها از طریق GBS
تکنیک شکل‌دهی فوق پلاستیک‌ها، تکنیکی است که در آن مواد فراتر از تنش تسلیم تغییر شکل می‌دهند تا یک ساختار سبک پیچیده شکل بگیرد. این پدیده از طریق لغزش مرزدانه که با لغزش یا خزش نابه‌جایی و خزش انتشاری فعال می‌شود، امکان‌پذیر است.
به عنوان مثال برای آلیاژهای تجاری ریزدانه Al-Mg، لغزش مرزدانهٔ به‌طور غیرعادی ضعیفی، در طول مرحله اولیهٔ تغییر شکل فوق پلاستیک مشاهده می‌شود. از طریق آزمایش کشش، دانه‌ها در امتداد جهت کشش به میزان ۵۰ تا ۷۰ درصد کشیده شدند. تغییر شکل با افزایش شکست در حاشیه رسوبات، جدایی ذرات در مرزهای دانه‌ای طولی، فعالیت نابه‌جایی‌ها، و زیردانه‌ها هماهنگ شد. افزایش محتوای Mg منجر به افزایش GBS می‌شود. افزایش محتوای منیزیم از ۴٫۸ به ۶٫۵ تا ۷٫۶٪ به پایداری اندازه دانه در طول فرایند افزایش دما کمک می‌کند. همچنین GBS را ساده کرده و سهم خزش انتشار را کاهش می‌دهد و کرنش شکست را از ۳۰۰٪ به ۴۳۰٪ افزایش می‌دهد.

## کاربرد در رشته‌های تنگستن
دمای عملیاتی برای رشته‌های تنگستن مورد استفاده در لامپ‌های رشته‌ای حدود 2000K تا 3200K است که نزدیک به نقطه ذوب تنگستن است(Tm = 3695 K). از آن جایی که انتظار می‌رود لامپ‌ها برای مدت طولانی در دمای همولوگ تا ۰٫۸ کار کنند، درک و جلوگیری از مکانیزم خزش برای افزایش طول عمر آن‌ها بسیار مهم است.
محققان دریافتند که مکانیزم غالب شکست در این رشته‌های تنگستن، لغزش مرزدانه‌ای است که با خزش انتشاری سازگار است. این به این دلیل است که رشته‌های تنگستن، به همان اندازه که نازک هستند، معمولاً از تعداد انگشت‌شماری دانه‌های کشیده تشکیل شده‌اند. در واقع معمولاً کمتر از یک مرزدانه در هر دور از یک سیم‌پیچ تنگستن وجود دارد. این ساختار دانه‌ای دراز به‌طور کلی ساختار بامبو نامیده می‌شود؛ زیرا دانه‌ها شبیه به میان‌گره‌های ساقه‌های بامبو هستند. در حین کار، سیم تنگستن تحت بار ناشی از وزن خود، تحت فشار قرار می‌گیرد و به دلیل انتشاری که می‌تواند در دماهای بالا رخ دهد، دانه‌ها شروع به چرخش و لغزش می‌کنند. این تنش، به دلیل تغییرات در رشته، باعث می‌شود که رشته به‌طور غیر یکنواخت آویزان شود که در نهایت باعث ایجاد گشتاور بیشتر بر روی رشته می‌شود. این افتادگی در نهایت منجر به پارگی رشته می‌شود و لامپ رشته‌ای را بی‌استفاده می‌کند. طول عمر معمول این رشته‌های سیم‌پیچ تقریباً ۴۴۰ ساعت است.
برای مقابله با این لغزش مرزدانه‌ای، محققان شروع به تقویت کردن رشته تنگستن با آلومینیوم، سیلیکون و مهم‌تر از همه پتاسیم کردند. این کامپوزیت(AKS تنگستن) منحصر به فرد است زیرا از پتاسیم و تنگستن تشکیل شده‌است که غیر آلیاژی هستند. این ویژگی پتاسیم باعث می‌شود که حباب‌های مایع یا گازی پتاسیم در اندازه نانو پس از ساخت مناسب در سراسر رشته پخش شوند. این حباب‌ها با تمام عیوب حاضر در نابه‌جایی‌های پینینگ رشته و مهم‌تر از همه مرزهای دانه تعامل دارند. سنجاق کردن این مرزهای دانه، حتی در دماهای بالا، لغزش مرزدانه را به شدت کاهش می‌دهد. این کاهش در لغزش مرزدانه‌ها باعث شد که این رشته‌ها عنوان «رشته‌های بدون افتادگی» را به خود اختصاص دهند؛ زیرا دیگر تحت اثر وزن خود خم نمی‌شوند. بنابراین، این رویکرد اولیه ضد شهودی برای تقویت رشته‌های تنگستن، به‌طور گسترده تقریباً در هر لامپ رشته‌ای مورد استفاده قرار گرفت تا طول عمر آنها را تا حد زیادی افزایش دهد.